# Стоберна (Дембицький повіт)
Стоберна (пол. Stobierna) — село в Польщі, у гміні Дембиця Дембицького повіту Підкарпатського воєводства.
Населення — 994 особи (2011).
У 1975-1998 роках село належало до Тарновського воєводства.

## Демографія
Демографічна структура станом на 31 березня 2011 року:
|          | Загалом | Допрацездатний вік | Працездатний вік | Постпрацездатний вік |
| -------- | ------- | ------------------ | ---------------- | -------------------- |
| Чоловіки | 514     | 131                | 344              | 39                   |
| Жінки    | 480     | 114                | 266              | 100                  |
| Разом    | 994     | 245                | 610              | 139                  |